# Griffins de Grand Rapids

Logo des Griffins de 1996 à 2015.

Les Griffins de Grand Rapids sont une équipe professionnelle de hockey sur glace de la Ligue américaine de hockey. Ils font partie de la division Centrale dans l’association de l'Ouest.

## Histoire
La franchise débuta dans la Ligue internationale de hockey (LIH) en 1996 et fit partie des six équipes bénéficiant de l'expansion de la LAH en 2001 lorsque la LIH interrompit ses activités à l'issue de la saison 2000-2001.
En 2012-2013, l'équipe remporte son premier titre de champion de la LAH et battant en finale de la Coupe Calder le Crunch de Syracuse 4 matchs à 2 ; Tomáš Tatar est élu meilleur joueur des séries.

## Statistiques
| Saison    | PJ | V  | D  | N | DP | BP  | BC  | Pts | Classement                  | Séries éliminatoires                                                              |
| --------- | -- | -- | -- | - | -- | --- | --- | --- | --------------------------- | --------------------------------------------------------------------------------- |
| 1996-1997 | 82 | 40 | 30 | - | 12 | 244 | 246 | 92  | Derniers division northeast | 2-3 Solar Bears d'Orlando                                                         |
| 1997-1998 | 82 | 38 | 31 | - | 13 | 225 | 242 | 89  | 3e division northeast       | 0-3 Cyclones de Cincinnati                                                        |
| 1998-1999 | 82 | 34 | 40 | - | 8  | 256 | 281 | 76  | Derniers division atlantic  | Non qualifiés                                                                     |
| 1999-2000 | 82 | 51 | 22 | - | 9  | 254 | 200 | 111 | 1er division east           | Bye 4-2 Lumberjacks de Cleveland 4-1 Cyclones de Cincinnati 2-4 Wolves de Chicago |
| 2000-2001 | 82 | 53 | 22 | - | 7  | 279 | 196 | 113 | 1er division east           | 4-0 Lumberjacks de Cleveland 2-4 Solar Bears d'Orlando                            |

| Saison    | PJ | V  | D  | N  | DP | DTB | BP  | BC  | Pts | Classement            | Séries éliminatoires |
| --------- | -- | -- | -- | -- | -- | --- | --- | --- | --- | --------------------- | --- |
| 2001-2002 | 80 | 42 | 27 | 11 | 0  | -   | 217 | 178 | 95  | 1er division ouest    | 2-3 Wolves de Chicago |
| 2002-2003 | 80 | 48 | 22 | 8  | 2  | -   | 240 | 177 | 106 | 1er division centrale | 3-1 Penguins de WBS 4-3 Wolves de Chicago 3-4 Aeros de Houston                                                                |
| 2003-2004 | 80 | 44 | 28 | 8  | 0  | -   | 196 | 166 | 96  | 2e division ouest     | 0-4 Wolves de Chicago |
| 2004-2005 | 80 | 41 | 35 | 2  | 2  | -   | 200 | 200 | 86  | 5e division ouest     | Non qualifiés |
| 2005-2006 | 80 | 55 | 20 | -  | 1  | 4   | 323 | 247 | 115 | 1er division nord     | 4-1 Marlies de Toronto 4-3 Moose du Manitoba 0-4 Admirals de Milwaukee                                                        |
| 2006-2007 | 80 | 37 | 32 | -  | 6  | 5   | 226 | 244 | 85  | 4e division nord      | 3-4 Moose du Manitoba |
| 2007-2008 | 80 | 31 | 41 | -  | 2  | 6   | 210 | 245 | 70  | 5e division nord      | Non qualifiés |
| 2008-2009 | 80 | 43 | 25 | -  | 6  | 6   | 255 | 226 | 98  | 3e division Nord      | 4-2 Bulldogs de Hamilton 0-4 Moose du Manitoba                                                                                |
| 2009-2010 | 80 | 34 | 39 | -  | 3  | 4   | 244 | 265 | 75  | 7e division Nord      | Non qualifiés |
| 2010-2011 | 80 | 36 | 34 | -  | 2  | 8   | 227 | 254 | 82  | 6e division Nord      | Non qualifiés |
| 2011-2012 | 76 | 33 | 32 | -  | 7  | 4   | 245 | 249 | 77  | 4e division Nord      | Non qualifiés |
| 2012-2013 | 76 | 42 | 26 | -  | 4  | 4   | 234 | 205 | 92  | 1e division Midwest   | 3-2 Aeros de Houston 4-2 Marlies de Toronto 4-3 Barons d'Oklahoma City 4-2 Crunch de Syracuse Champions de la Coupe Calder    |
| 2013-2014 | 76 | 46 | 23 | -  | 2  | 5   | 238 | 187 | 99  | 2e division Midwest   | 3-1 Heat d'Abbotsford 2-4 Stars du Texas                                                                                      |
| 2014-2015 | 76 | 46 | 22 | -  | 2  | 6   | 249 | 185 | 100 | 2e division Midwest   | 3-2 Marlies de Toronto 4-1 IceHogs de Rockford 2-4 Comets d'Utica                                                             |
| 2015-2016 | 76 | 44 | 30 | -  | 1  | 1   | 238 | 195 | 90  | 4e division Centrale  | 3-0 Admirals de Milwaukee 2-4 Monsters du lac Érié                                                                            |
| 2016-2017 | 76 | 47 | 23 | -  | 1  | 5   | 251 | 190 | 100 | 2e division Centrale  | 3-0 Admirals de Milwaukee 4-1 Wolves de Chicago 4-1 Barracuda de San José 4-2 Crunch de Syracuse Champions de la Coupe Calder |
| 2017-2018 | 76 | 42 | 25 | -  | 2  | 7   | 237 | 210 | 93  | 2e division Centrale  | 2-3 Moose du Manitoba |
| 2018-2019 | 76 | 38 | 27 | -  | 7  | 4   | 217 | 222 | 87  | 4e division Centrale  | 2-3 Wolves de Chicago |
| 2019-2020 | 63 | 29 | 27 | -  | 3  | 4   | 177 | 193 | 65  | 3e division Centrale  | Séries annulées à cause de la pandémie de Covid-19                                                                            |
| 2020-2021 | 32 | 16 | 12 | -  | 3  | 1   | 96  | 97  | 36  | 3e division Centrale  | Séries annulées à cause de la pandémie .                                                                                      |
| 2021-2022 | 76 | 33 | 35 | -  | 6  | 2   | 209 | 240 | 74  | 7e division Centrale  | Non qualifiés |
| 2022-2023 | 72 | 28 | 36 | -  | 4  | 4   | 209 | 194 | 255 | 7e division Centrale  | Non qualifiés |
| 2023-2024 | 72 | 37 | 23 | -  | 8  | 4   | 209 | 208 | 202 | 2e division Centrale  | 3-1 IceHogs de Rockford 2-3 Admirals de Milwaukee                                                                             |

À partir de la saison 2004-2005, en cas de match nul à l'issue de la prolongation, la fusillade fait son apparition pour donner un vainqueur à la rencontre.

## Personnalités

### Joueurs actuels
| No    | Nom                | Nat. | Position       | Arrivée |
| ----- | ------------------ | ---- | -------------- | ------- |
| +001, | Victor Brattstrom  |      | Gardien de but |         |
| +045, | Jussi Olkinuora    |      | Gardien de but |         |
| +003, | Jared McIsaac      |      | Défenseur      |         |
| +005, | Eemil Viro         |      | Défenseur      |         |
| +018, | Brian Lashoff – C  |      | Défenseur      |         |
| +020, | Steven Kampfer – A |      | Défenseur      |         |
| +033, | Albert Johansson   |      | Défenseur      |         |
| +037, | Donovan Sebrango   |      | Défenseur      |         |
| +040, | Wyatt Newpower     |      | Défenseur      |         |
| +049, | Seth Barton        |      | Défenseur      |         |
| +077, | Simon Edvinsson    |      | Défenseur      |         |
| +011, | Joel L'Esperance   |      | Centre         |         |
| +013, | Drew Worrad        |      | Centre         |         |
| +017, | Taro Hirose        |      | Ailier droit   |         |
| +022, | Chase Pearson      |      | Centre         |         |
| +028, | Trenton Bliss      |      | Ailier gauche  |         |
| +032, | Tyler Spezia       |      | Ailier gauche  |         |
| +041, | Cedric Lacroix     |      | Ailier gauche  |         |
| +051, | Kyle Criscuolo – A |      | Centre         |         |
| +054, | Givani Smith       |      | Ailier gauche  |         |
| +065, | Dominik Shine      |      | Ailier droit   |         |
| +071, | Cross Hanas        |      | Ailier gauche  |         |
| +079, | Kirill Tyutyayev   |      | Ailier gauche  |         |
| +096, | Pontus Andreasson  |      | Ailier gauche  |         |

### Entraîneurs
- Bruce Cassidy (2001-2002)
- Danton Cole (2002-2005)
- Greg Ireland (2004-2007)
- Mike Stothers (2007-2008)
- Curt Fraser (2008-2012)
- Jeff Blashill (2012-2015)
- Todd Nelson (2015-2018)
- Ben Simon (2018-2023)
- Dan Watson (2023-)